# Indian-Airlines-Flug 605
Der Indian-Airlines-Flug 605 (Flugnummer IC605) war ein Inlandsflug der Fluggesellschaft Indian Airlines vom Flughafen Bombay zum HAL Bangalore International Airport. Am 14. Februar 1990 verunglückte auf dem Flug ein Airbus A320-231 mit dem Luftfahrzeugkennzeichen VT-EPN kurz vor der Landung. Bei dem Unfall kamen 92 Menschen ums Leben, 54 überlebten.
Es handelte sich um den ersten tödlichen Zwischenfall mit einem Airbus A320-200, von dem die ersten Exemplare im Mai 1989 ausgeliefert worden waren. Mehr als zehn Jahre lang blieb es der schwerste Unfall mit diesem Flugzeugtyp. Als Ergebnis der Unfallermittlungen wurde der Unfall auf Pilotenfehler zurückgeführt, aber die indische Pilotengewerkschaft India Commercial Pilot Association (ICPA) widersprach dem Unfallbericht und machte Designfehler am Flugzeug verantwortlich, speziell das Layout der Bedienungselemente und die Fly-by-Wire-Steuerung. Der hohen Flugerfahrung des Kapitäns stand jedoch eine vergleichsweise geringe Erfahrung mit dem modernen Airbus und seiner Computersteuerung gegenüber.

## Flugzeug
Beim verunglückten Flugzeug handelte es sich um einen Airbus A320-200, der zum Zeitpunkt des Unfalls fünf Monate alt war. Die Maschine war im Clément-Ader-Werk von Airbus in Toulouse-Saint-Martin-du-Touch, Frankreich endmontiert worden und absolvierte am 15. September 1989 ihren Erstflug mit dem Testkennzeichen F-WWIV. Am 23. Dezember 1989 folgte die Auslieferung an Indian Airlines mit dem Luftfahrzeugkennzeichen VT-EPN. Es handelte sich um den 79. produzierten Airbus A320, von dem die ersten 21 Maschinen noch in der Version A320-100 ausgeführt waren. Das zweistrahlige Schmalrumpfflugzeug war mit zwei Triebwerken des Typs IAE V2500-A1 ausgestattet. Der Airbus verfügte über das extra von Airbus für die Indian Airlines entworfene und nur an diese ausgelieferte, mit acht Rädern versehene Hauptfahrwerk. Bis zum Zeitpunkt des Unfalls hatte die Maschine eine Gesamtbetriebsleistung von 370 Betriebsstunden absolviert, auf die 302 Starts und Landungen entfielen.

## Passagiere und Besatzung
Es befanden sich 139 Passagiere, darunter vier Kinder, an Bord. Die Besatzung bestand aus dem Kapitän, dem Ersten Offizier und fünf Flugbegleitern.
Die Maschine wurde durch den 46-jährigen indischen Staatsbürger Cyril A. Fernandez im linken Pilotensitz gesteuert. Er sollte als qualifizierter Erster Offizier den ersten von zehn Prüfflügen zur Zulassung als Kapitän auf dem A320 absolvieren. Er war ab 1977 für Indian Airlines tätig, zunächst als Erster Offizier auf der Hawker Siddeley HS 748, dann als Kapitän auf diesem Muster. Im Jahr 1983 wurde Fernandez Erster Offizier auf dem Typ Boeing 737, ein Jahr darauf Kapitän auf dieser Maschine. Im Jahr 1989 wurde Fernandez dann Erster Offizier für den Airbus A320. Er besaß 9307 Stunden Flugerfahrung, davon 68 mit dem Airbus A320.
Der Prüfkapitän, der Fernandez beaufsichtigte, war der 44-jährige indische Staatsbürger Satish S. Gopujkar. Er war ab 1969 bei Indian Airlines angestellt, zunächst von 1971 bis 1981 als Erster Offizier auf der Hawker Siddeley HS 748. Später flog er Maschinen dieses Typs als Kapitän. Im Jahr 1981 erwarb er eine Musterberechtigung als Erster Offizier auf der Boeing 737, im Jahr 1983 dann als Kapitän. Im Jahr 1989 wurde er Erster Offizier auf dem Airbus A320. Kapitän Gopujkar hatte 10.340 Stunden Flugerfahrung, darunter 255 auf dem Airbus A320. Während des Fluges führte er sowohl Aufgaben eines Ersten Offiziers wie auch eines Prüfkapitäns aus.

## Flugverlauf
Die Maschine hob um 11:58 Uhr Ortszeit mit einstündiger Verspätung vom Flughafen Bombay (seit 1995 Mumbai) ab. Um 12:53 Uhr tauchte die Maschine auf dem Radarsystem der Flugüberwachung in Bangalore auf. Die Besatzung erhielt von der Flugüberwachung die Anweisung, eine Rechtskurve zu fliegen und einen Anflug nach Sichtflugregeln auf Landebahn 09 durchzuführen. Die Piloten schalteten später den Autopiloten ab und kontaktierten den Kontrollturm in Bangalore. Das Wetter am Zielflughafen war leicht diesig mit vereinzelten Wolken in etwa 600 Metern Höhe. Die Windgeschwindigkeit betrug fünf Knoten, die Lufttemperatur 27 °C und die Sichtweite lag bei 10 Kilometern.
Im Endanflug setzte das Flugzeug etwa 850 Meter vor dem Flughafen auf dem Gelände des Karnataka Golf Clubs auf. Die meisten Insassen der Maschine, darunter auch die überlebenden Besatzungsmitglieder, dachten zu diesem Zeitpunkt, dass die Maschine gelandet sei, weil sich das Aufsetzen so angefühlt hatte. Nachdem die Maschine wieder etwas in die Luft gestiegen war, wurden beim  erneuten Aufsetzen auf dem Golfplatz an einem dreieinhalb Meter hohen Damm das Fahrwerk und beide Triebwerke konstruktionsbedingt korrekt abgeschert. Mehrere Passagiere hatten schon vorher ihre Anschnallgurte geöffnet, wodurch sie auf den Boden geschleudert wurden. Die Maschine schoss noch über eine hinter dem Damm verlaufende Straße und kam auf einem Gelände noch außerhalb der Umfassungsmauern des Flughafens zu liegen.

## Rettungsaktion

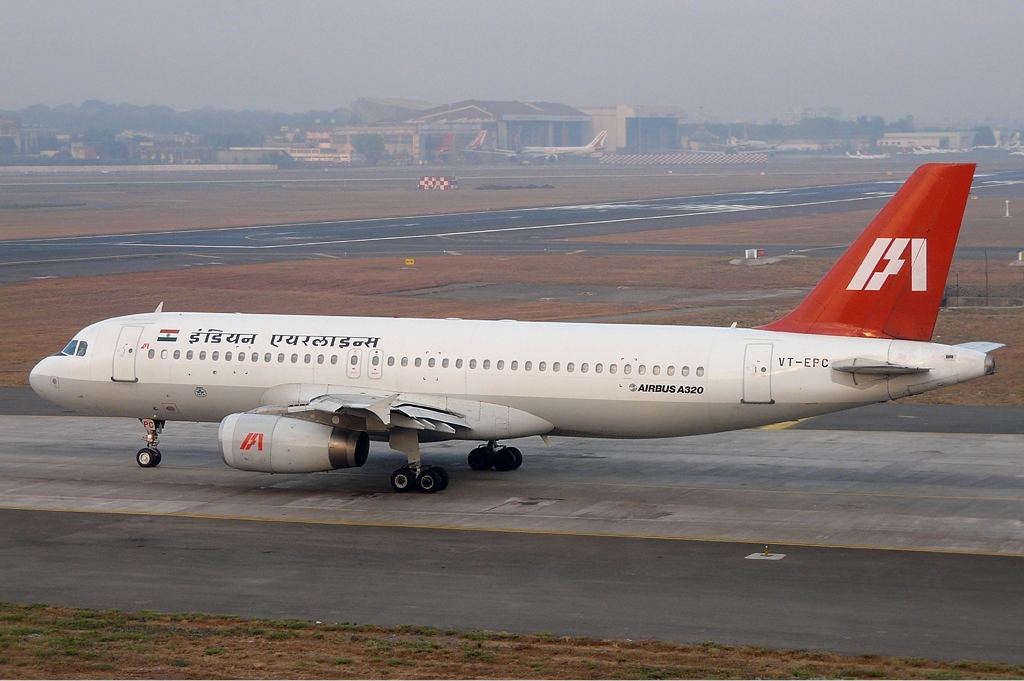
Baugleiche Maschine der Indian Airlines, gut sichtbar das Hauptfahrwerk mit acht Fahrwerksrädern sowie die hintere linke Seitentür, durch die die meisten Passagiere evakuiert werden konnten

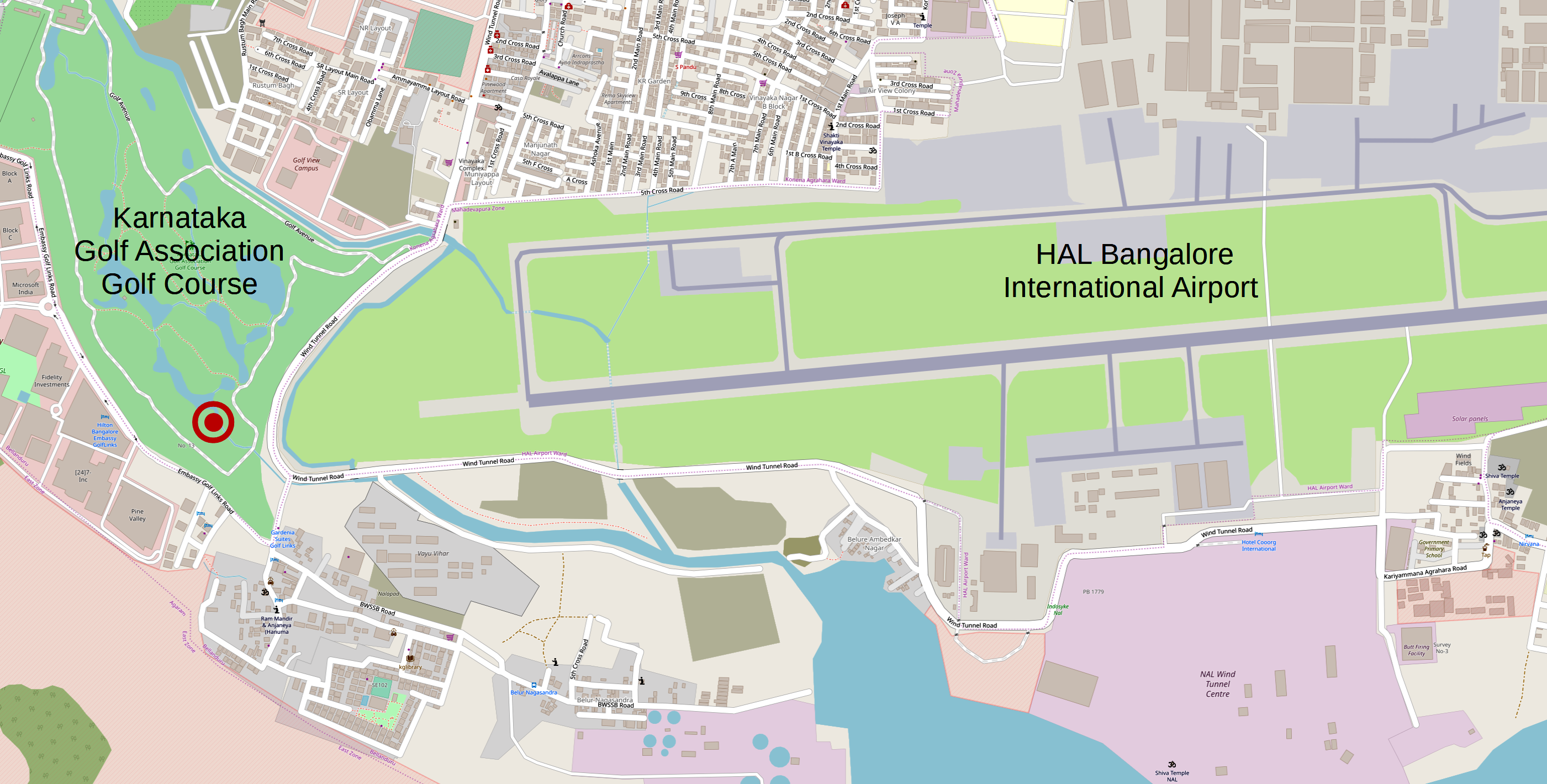
Ungefährer Absturzort der Maschine auf dem Gelände des Karnataka Golf Clubs

Nach dem Unfall geriet der Rumpf vom vorderen rechten Teil her in Brand, vermutlich nahe der Flügelwurzel. Ein Mitglied der Kabinenbesatzung öffnete den hinteren linken Notausgang und leitete die Evakuierung ein. Einige Passagiere schafften es, die Maschine durch ein während des Unfalls entstandenes Loch im Rumpf zu verlassen, andere durch die Tragflächen-Notausstiege. Unter den Passagieren, die im Flugzeug links gesessen hatten, gab es die meisten Überlebenden. Insgesamt 92 Menschen, darunter 86 Passagiere und vier Besatzungsmitglieder inklusive beider Piloten, starben am Unfallort. Zwei Passagiere erlagen später im Krankenhaus ihren Verletzungen. Ein Besatzungsmitglied und 21 Passagiere wurden schwer verletzt. Zwei weitere Besatzungsmitglieder sowie 30 Passagiere erlitten keine oder nur leichte Verletzungen.
Die ersten dafür vorgesehenen Rettungskräfte des Flughafens waren zwar innerhalb von zwei Minuten am Pistenende, konnten jedoch den Unfallort nicht erreichen, da sie keinen Schlüssel hatten, um ein Ausfalltor in der Flughafenumzäunung zu öffnen, und weil das Gelände etwas sumpfig war. Noch rund 15 Minuten nach dem Unfall war das Tor verschlossen. Später eintreffendes Personal sägte das Schloss schließlich auf. Zwei Löschfahrzeuge erreichten von innerhalb des Geländes den Brandherd mit ihrem Löschmitteleinsatz nur unzulänglich und hatten auch keine Möglichkeit, die eigenen Tanks in der Nähe wieder aufzufüllen.
Die ersten Retter erreichten das Flugzeug zu Fuß, als noch Hilferufe aus dem Rumpfteil hinter der linken Tragfläche drangen. Drei oder vier Personen wurden dort gerettet. Während dieser Zeit trafen weitere Löschfahrzeuge, unter anderem jene der Werkfeuerwehr der Hindustan Aeronautics, ein und unterstützten die Löscharbeiten.

## Opfer
Nach offiziellen Berichten hatten von den Verletzten mindestens 20 Personen Kopfverletzungen und 32 Personen Verletzungen der unteren Gliedmaßen erlitten. Sieben Personen erlitten Brustverletzungen.
Aus dem Bericht ging hervor, dass viele Opfer den Aufprall selbst zwar überlebt hatten, jedoch zu schwer verletzt waren, um aus eigener Kraft das Wrack zu verlassen, sodass sie dem ausgebrochenen Feuer ausgeliefert waren. Im Unfallbericht wurde vermerkt, dass die meisten Passagiere, die den Unfall überlebten, in der Nähe der Notausgänge und Notrutschen gesessen hatten.
Da die meisten Passagiere Kopf- und Beinverletzungen erlitten hatten, wurde in der Untersuchung davon ausgegangen, dass dies auf mangelhaft konstruierte Fußräume zurückzuführen sei. Zudem wurden beim Aufprall viele Sitze nach vorne verschoben, weshalb Passagiere mit ihren Köpfen gegen die vor ihnen befindlichen Sitze prallten. Das Aufspringen der zahlreichen Sitzgurte bei der Landung wurde damit begründet, dass die Passagiere diese für die Landung nicht ordentlich festgezogen hatten.

## Unfallermittlung
Neben den Unfallermittlungen durch die indische Flugunfalluntersuchungsbehörde AAIB analysierte auf Bitten der indischen Regierung das Transportation Safety Board of Canada die Daten des digitalen Flugdatenschreibers. Die Unfallermittler besichtigten die Unfallstelle am 19. Februar 1990 und untersuchten die Trümmer der Maschine. Sie stellten fest, dass der vordere Teil der Maschine durch den Aufprall auf die Böschung zerstört worden war. Durch ein anschließendes Feuer sei die Maschine anschließend völlig ausgebrannt. Nach der Bergung des Flugdatenschreibers und des Stimmenrekorders stellten die Ermittler bei der Auswertung der Daten fest, dass die Maschine zum Zeitpunkt des Unfalls im Modus für einen „Leerlauf-Sinkflug“ (open descent) war. Dabei befinden sich die Triebwerke im Leerlauf, und der Autopilot beschränkt sich darauf, die Geschwindigkeit mit Hilfe des Anstellwinkels (Nicken um die Querachse) im erforderlichen Bereich zu halten.

### Unfallhergang
Die Ermittlung ergab, dass die Cockpitbesatzung den Autopiloten abschaltete, nachdem sie die Landebahn des Flughafens Hindustan Bangalore gesichtet hatte. Anschließend hatten die Piloten die Flugsicherung in Bangalore kontaktiert. Um 13:01 Uhr Ortszeit zeigten die Cockpitanzeigen dem Piloten, dass sich die Maschine auf knapp 5.000 ft (1.524 m) befand, was bedeutete, dass ihre Anflugbahn 600 ft (183 m) über dem gewöhnlichen Gleitpfad lag.
Kapitän Fernandez bemerkte dies und schlug ein Durchstarten vor, um auf 6.000 ft (1.829 m) zu steigen, eine Platzrunde zu fliegen und dann einen besser entlang des normalen Gleitpfads ausgerichteten Anflug durchzuführen. Der Prüfkapitän Gopujkar antwortete auf seine Bitte: „Willst du einen Durchstart? Oder willst du eine höhere Sinkgeschwindigkeit?“ (13:01:40 Check Pilot: „Go around you want?“, 13:01:48 Check Pilot: „Or you want vertical speed.“) Kapitän Fernandez beschloss schließlich, die Sinkgeschwindigkeit (vertical speed) zu erhöhen. Die Untersuchungskommission kam später zu dem Schluss, dass der folgende Unfall hätte vermieden werden können, wenn sich die Piloten zu diesem Zeitpunkt auf einen Fehlanflug geeinigt hätten.
Da die Maschine über dem gewöhnlichen Gleitpfad flog, bat Kapitän Fernandez um eine höhere Sinkrate von 1.000 ft (305 m) pro Minute, statt der üblichen 700 ft (213 m). Durch diesen schnelleren Sinkflug stieg die Fluggeschwindigkeit der Maschine auf 275 km/h und somit auf mehr als die empfohlenen 240 km/h – doch so konnte die Maschine auf den vorgesehenen Gleitpfad zurückkehren. Die Maschine befand sich zudem damit in einem für die Landung korrekten Steuerungs-Modus mit einer hohen, aber definierten Sinkgeschwindigkeit.
Prüfkapitän Gopujkar ging anschließend die Checkliste für die Landung durch und bat danach die Kabinenbesatzung, auf ihren Sitzen Platz zu nehmen. Nachdem er erkannt hatte, dass die Maschine auf den vorgesehenen Gleitpfad zurückgekehrt war, informierte er Kapitän Fernandez um 13:02:42 Uhr, dass er wieder eine Sinkrate von 700 ft (213 m) pro Minute eingestellt habe. Anstatt den Schalter für die Sinkgeschwindigkeit zu betätigen, bediente er versehentlich jenen für die Flughöhe. Anstatt also wieder eine moderatere Sinkrate von 700 ft (213 m) pro Minute einzugeben, wies er die Maschine an, auf eine Höhe von 700 ft (213 m) zu sinken. Die Schalter für die Sinkgeschwindigkeit und die Flughöhe sind nebeneinander angeordnet und ähnlich gestaltet, was den Piloten verwirrt haben könnte. Die Schwellenhöhe der Piste des HAL Bangalore International Airport beträgt jedoch 2.912 ft (888 m). Das heißt in diesem Fall, dass die Steuerautomatik keinen Befehl hatte, den Sinkflug irgendwann über dem Gelände selbständig abzubrechen.
Aufgrund der Eingaben von Prüfkapitän Gopujkar ging die Maschine in den Modus eines „Leerlauf-Sinkflug“ über, sodass die Triebwerke im Leerlauf drehten. Durch den fehlenden Triebwerksschub nahm die Geschwindigkeit der Maschine ab, und der Airbus verlor schnell an Höhe. Obwohl der Unfall unmittelbar bevorstand, schien die Besatzung sich dessen nicht bewusst zu sein. Der Bericht stellte fest, dass die Piloten während der 25 Sekunden, als sie hätten handeln sollen, rein gar nichts unternahmen.
Nachdem die Sprachausgabe des Höhenmessers die Piloten auf eine verbliebene Höhe von 400 ft (122 m) hingewiesen hatte, bemerkte Prüfkapitän Gopujkar: „Du sinkst die ganze Zeit im Leerlauf-Sinkflug!“ (13:02:53 Check Pilot: „You are descending on idle open descend ha, all this time.“). Laut Unfallbericht war das 14 Sekunden vor dem letztmöglichen Zeitpunkt für das Abfangen der Maschine. Als 300 ft (91 m) angesagt wurden, fragte Prüfkapitän Gopujkar, ob Fernandez wünsche, den Flight Director abzuschalten. Dieser antwortete, dass seiner abgeschaltet sei. Der Flight Director von Prüfkapitän Gopujkar blieb hingegen aktiv, obwohl er selbst bemerkte: „aber du hast meinen nicht ausgeschaltet“ (13:03:00 Pilot Flying: „But you did not put off mine.“) und es laut Untersuchung seine Aufgabe gewesen wäre, beide zu deaktivieren. Wären zu diesem Zeitpunkt beide abgeschaltet gewesen, hätte sich der Geschwindigkeitsmodus der Maschine aktiviert, und es wäre selbst zu diesem späten Zeitpunkt genug Schub entwickelt worden, um einen Aufschlag auf dem Boden zu verhindern.
Drei Sekunden später kam die Höhenmesseransage für 200 ft (61 m), und weitere zwei Sekunden später aktivierte die Computersteuerung ein Schutzprogramm (Alpha Protection Speed), weil die Geschwindigkeit im Verhältnis zum Anstellwinkel (Alpha) des Flugzeuges zu gering war.
Die Maschine flog weiter auf den Boden zu. Als sie sich nur noch 135 ft (41 m) über dem Boden befand, wurde Kapitän Fernandez plötzlich der Ernst der Lage bewusst und er rief: „Hey, wir stürzen ab!“ (13:03:10 Pilot Flying: „Hey, we are going down.“). Der fassungslose Prüfkapitän Gopujka antwortete nur mit: „Oh, Scheiße!“ (13:03:11 Check Pilot: „O shit.“) Dies waren die letzten Worte, die durch den Stimmenrekorder aufgezeichnet wurden. Kapitän Fernandez gab derweil Steuerbefehle für ein sofortiges Durchstarten, für das es allerdings bereits zu spät war. Die Ermittler äußerten, dass der Aufschlag hätte verhindert werden können, wenn das Durchstarten zwei Sekunden früher eingeleitet worden wäre. Der Steuercomputer war dem Piloten übrigens aufgrund des vier Sekunden zuvor aktivierten Schutzprogramms um eine Sekunde beim Hochfahren der Triebwerke zuvorgekommen: Der Pilot hatte noch vor der endgültigen Entscheidung zum Durchstarten moderat am Steuerknüppel gezogen, und das Flugzeug hatte damit den für den Computer ausschlaggebenden Zustand Alpha Floor erreicht, bei dem er Vollschub befahl. Die Maschine machte zwar fünf Sekunden nach dem ersten Bodenkontakt einen Hüpfer, der aufgrund umgeknickter Bäume auf rund drei Meter Höhe geschätzt wurde, kam jedoch wieder zurück auf den leicht ansteigenden Boden und bewegte sich damit auf die 3,5 Meter hohe Böschung am Ende des Karnataka Golf Club zu.

### Abschließende Empfehlungen
Die Empfehlungen der Untersuchung umfassten flugplatzseitig den Bau von zusätzlichen Fahrwegen für die Rettungsfahrzeuge sowie die Ausrüstung aller Rettungsfahrzeuge mit Schlüsseln für die Außentore der Flughafenumzäunung. Ferner wurde an Airbus herangetragen, das Design des Bedienknopfs für die Sinkgeschwindigkeit so zu ändern, dass eine Verwechslung mit dem Schalter für die Flughöhe nicht mehr möglich ist. Darüber hinaus wurde eine Verbesserung der Notrutschen angeregt, da einige bei der Evakuierung nicht ausgelöst worden waren. Im Zusammenhang mit den Beinverletzungen bei vielen Opfern wurde empfohlen, die Sitzkonstruktionen überall dort mit Schaumstoffpolstern zu versehen, wo ein Entstehen solcher Verletzungen wahrscheinlich erscheint.

## Reaktionen auf den Flugunfall

### Indische Behörden und Pilotengewerkschaft
Neben der Einleitung von Unfallermittlungen verordneten die indischen Behörden bis zur Aufklärung der Ursachen des Unfalls ein Flugverbot für alle vierzehn in Indien betriebenen Airbus A320. Dies war in der indischen Luftfahrtgeschichte die bis dahin drastischste Maßnahme, die nach einem Flugunfall ergriffen wurde.
Die indischen Flugunfallermittler kamen später zu dem Ergebnis, dass der Unfall durch Pilotenfehler verursacht worden war. Die indische Pilotengewerkschaft India Commercial Pilot Association (ICPA) widersprach dem Bericht und vertrat die Ansicht, dass ein Designfehler am Airbus A320 die Ursache des Unfalls gewesen sei. Die ICPA befand, dass ein erfahrener Pilot wie Kapitän Gopujkar nicht eine derart umfassende Reihe von Fehlern hätte machen können.
Der umfassenden allgemeinen Flugerfahrung des Kapitäns stand jedoch eine vergleichsweise geringe Erfahrung mit dem modernen Airbus A320 und seiner Fly-by-Wire-Technologie gegenüber. Der Fehler könnte dem Kapitän somit nicht trotz, sondern gerade wegen seiner Erfahrung unterlaufen sein. Die ICPA betonte dennoch, dass es keinen Beweis dafür gebe, dass er die falsche Eingabe getätigt habe, da der Flugdatenschreiber keine solchen Fehler aufzeichnete. Die ICPA war außerdem im Gegensatz zur Darstellung der Untersucher der Meinung, dass die Triebwerke wegen eines gravierenden Systemdefekts in den Leerlauf gegangen seien. Als Gopujkar versuchte, seinen Flight Director abzuschalten, habe dieser, so die These der ICPA, nicht reagiert.
Zum Zeitpunkt des Unfalls war der Airbus A320 relativ neu auf dem Markt, da er erst im Jahr 1988 eingeführt worden war. Er unterschied sich von früheren Flugzeugmodellen wesentlich durch die eingesetzte Fly-by-Wire-Technologie. In konventionellen Flugzeugen regulieren Piloten den Schub einer Maschine durch direkte Steuerbefehle. Im Airbus A320 werden die Steuerbefehle der Piloten vom Bordcomputer umgesetzt: Steuerbefehle werden nur so weit ausgeführt, wie sie für das Flugzeug keine Gefahr bedeuten, und auch der Schub wird bis zu einer halben Sekunde verzögert aktiviert. In diesem Fall hatte jedoch der Bordcomputer eine Sekunde vor dem Piloten Vollschub gegeben, dies rein aufgrund der Fluglage, nicht aufgrund der Bodenannäherung. Eine Rolle spielte allenfalls, dass Fly-by-Wire den Piloten von der Flugphysik und den Kräften, die an Rudern und Klappen auftreten, entkoppelt, oder dass es für die Piloten nicht erkennbar ist, welche Steuerbefehle der jeweils andere Pilot an das Flugzeug schickt, da keine mechanische Kopplung zwischen den beiden Piloten wie in konventionellen Flugzeugen besteht. Umso wichtiger ist die korrekte Kommunikation zwischen den Piloten. Als der Check-Pilot in diesem Fall die erste Steuereingabe machte, war sie jedoch wirkungslos, da der fliegende Kommandant das Steuer bereits bis zum Anschlag gezogen hatte. Modernere Entwicklungen der Fly-by-Wire Steuerung liefern ein künstliches Feedback, indem sie mit Aktoren die Kräfte an Steuerknüppeln oder Pedalen nachbilden.

### Änderungen am A320 durch Airbus

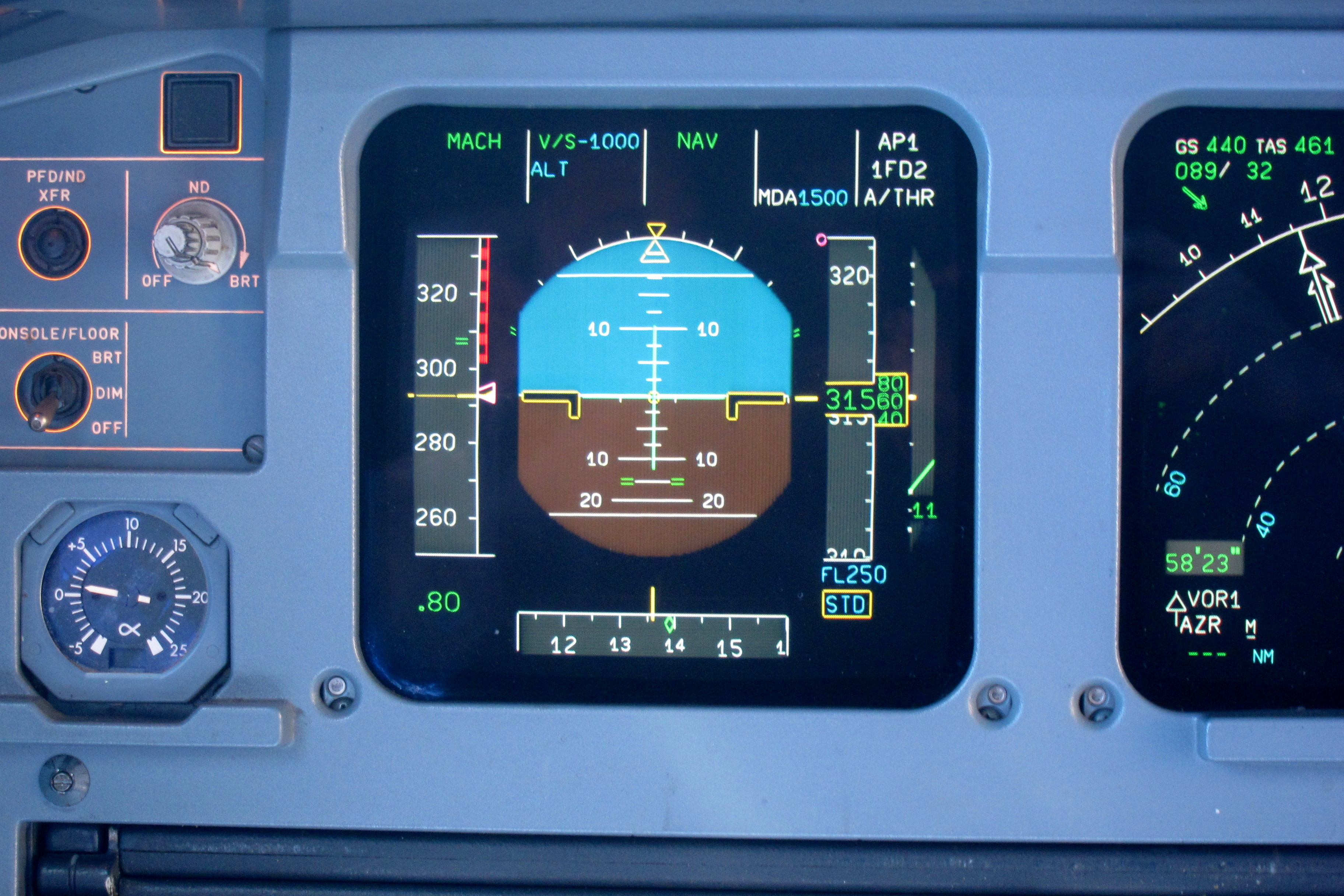
Primary Flight Display eines Airbus A320, auf dem linken Streifen im Display wird die Eigengeschwindigkeit in Knoten angezeigt, die seit dem Flugunfall durch eine längere Linie über die gesamte Breite markiert wird

In Folge des Flugunfalls nahm Airbus Änderungen am Flight Director und am Frühwarnsystem für zu geringe Fluggeschwindigkeit vor und verbesserte die Anzeige des Leerlaufstatus der Triebwerke (IDLE) sowie der Fluggeschwindigkeit am PFD (Primary Flight Display).
Zum Zeitpunkt dieses Unfalls in Bangalore waren noch keine zwei Jahre vergangen seit dem Unfall in Habsheim, und keine zwei Jahre später kam es zum dritten Mal in Folge zu einem tödlichen Unfall des Typs Controlled flight into terrain eines Airbus A320, als eine Maschine auf dem Air-Inter-Flug 148 im Landeanflug auf Straßburg gegen den Odilienberg prallte. Nach jenem Unfall kritisierte der Abschlussbericht der Untersuchungskommission ausdrücklich das Cockpitdesign des Airbus, das die Piloten dazu brachte, eine falsche Sinkrate einzustellen. In der Folge wurde das Cockpitdesign des Airbus A320 geändert.